# Nanfadima Magassouba
Nanfadima Magassouba é uma ativista política de direitos da mulher da Guiné. Ela foi chefe da Coalizão Nacional da Guiné pelos Direitos e Cidadania das Mulheres (CONAG-DCF) e, desde 2013, é membro da Assembleia Nacional da Guiné.

## Vida
Magassouba nasceu na província de Koundara. Embora tenha trabalhado com sindicatos e grupos comunitários por três décadas, ela é reconhecida principalmente pelo seu trabalho como presidente da CONAG-DCF. Sob sua liderança, a CONAG se tornou principal organização de direitos das mulheres em âmbito nacional, sendo reconhecida como um grupo consultivo das Nações Unidas.
Nas eleições de 2013, foi eleita membro da Assembleia Nacional pelo partido Assembleia do Povo da Guiné (RPG). Ela foi Ministra da Solidariedade Nacional e Promoção da Mulher e da Criança na Guiné. Creditada por garantir a vitória de Alpha Condé, em Koundara, nas eleições presidenciais da Guiné em 2015, ela continuou sendo uma ativista do RPG. Em junho de 2016, foi nomeada para suceder a Mamady Diawara como presidente da comissão de delegações da RPG Rainbow Alliance.
Em maio de 2017, Magassouba participou do 4.º Fórum para Líderes Políticos Africanos na Universidade de Yale.
Ainda foi presidente da rede de mulheres parlamentares da União das Forças Democráticas da Guiné, sendo sucedida em julho de 2016 por Fatoumata Binta Diallo. Como parlamentar, manifestou-se contra a legalização da poligamia na Guiné. Em 29 de dezembro de 2018, juntamente com todas as 26 mulheres parlamentares, se recusou a votar nas revisões do Código Civil que pretendiam legalizar a poligamia, que foi banida no país em 1968.